# Jacob Romero Gibson
Jacob Romero Gibson (Jamaica, 11 de juliol de 1996) és un actor jamaicà naturalitzat estatunidenc.

## Carrera
Del 2019 al 2020 va interpretar el paper d'AJ Delajae en un total de 15 episodis de la sèrie de televisió Greenleaf.
El novembre de 2021, es va anunciar que interpretaria el paper d'Usopp a la sèrie One Piece de Netflix, basada en el manga del mateix nom.

## Filmografia

### Televisió
| Any       | Títol          | Paper         | Notes          |
| --------- | -------------- | ------------- | -------------- |
| 2018      | The Resident   | Atiba Jackson | episodi: 1x06  |
| 2019      | All Rise       | Dylan Frank   | episodi: 1x04  |
| 2019      | Grey's Anatomy | Josh          | episodi: 16x04 |
| 2019–2020 | Greenleaf      | AJ Delajae    | 15 episodis    |
| 2023      | One Piece      | Usopp         | 6 episodis     |